# Bélgica en los Juegos Paralímpicos de Heidelberg 1972
Bélgica estuvo representada en los Juegos Paralímpicos de Heidelberg 1972 por un total de 23 deportistas, 18 hombres y cinco mujeres.

## Medallistas
El equipo paralímpico belga obtuvo las siguientes medallas:
| Nombre             | Deporte       | Evento                         |
| ------------------ | ------------- | ------------------------------ |
| Oro                |               |                                |
| Frank Jespers      | Atletismo     | 100 m 3 masculino              |
| Plata              |               |                                |
| L. Verbrauwe       | Tenis de mesa | Individual 4 femenino          |
| Bronce             |               |                                |
| Remi Van Ophem     | Atletismo     | Disco 4 masculino              |
| Seilleur Van Braet | Dartchery     | Dobles clase abierta masculino |